# Pamětní mince

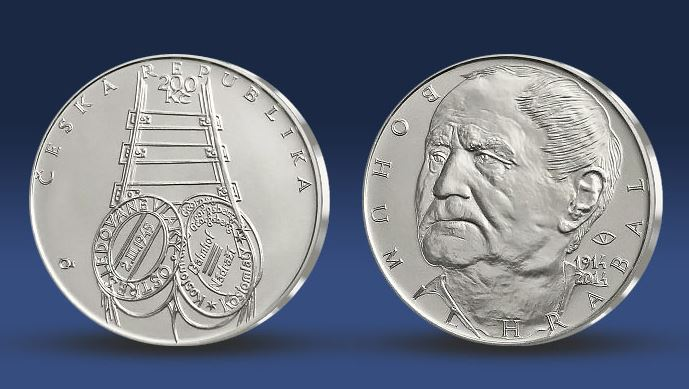
Stříbrná pamětní mince o nominální hodnotě 200 Kč s motivem českého spisovatele Bohumila Hrabala

Pod pojmem pamětní mince jsou nejčastěji chápány takové mince, které jsou vydávány jako připomínka určité příležitosti nebo věci. Přesná definice podle českého zákona č. 136/2011 Sb., o oběhu bankovek a mincí, zní: „Pamětní mince je tuzemská mince vyrobená z obecných nebo drahých kovů určená ke sběratelským účelům.“ Pamětní mince mají design odkazující na událost nebo osobu, kvůli které byly emitovány. Největší rozdíl mezi mincemi a pamětními mincemi spočívá v hodnotě kovu, ze kterého jsou vyrobeny. Pamětní mince jsou vyráběny z hodnotnějších kovů a jejich emise jsou přísněji limitovány.
Od roku 1993 jsou české pamětní mince emitovány Českou národní bankou. Až na první čtyři stříbrné 200 Kč byly a jsou všechny české pamětní mince raženy Českou mincovnou v Jablonci nad Nisou.

## Kategorie
Pamětní mince mohou být rozděleny do základních dvou kategorií:

### Oběžné pamětní mince
Oběžné pamětní mince jsou emitovány na určité časové období. Jsou považovány za běžné platidlo, ale zároveň mají významnou sběratelskou hodnotu. Nejznámějším reprezentantem oběžných pamětních mincí jsou pamětní 2 € mince. Tyto mince oslavují nějakou historickou událost z evropských dějin nebo upozorňují na to, co se právě v Evropě děje.

### Neoběžné pamětní mince
Neoběžné pamětní mince jsou teoreticky legálním platidlem, ale nejsou zařazeny v oběhu. Centrální banka tak musí tyto mince vykoupit za nominální hodnotu, avšak soukromými subjekty mohou, ale nemusí být přijaty jako prostředek směny. Cena, za jakou jsou sběratelům neoběžné pamětní mince prodávány převyšuje jejich nominální hodnotu.

## Historie
Pamětní mince vždy vykazovaly větší historickou, než ekonomickou hodnotu. Připomínaly důležité milníky a osobnosti dějin. Mezi sběrateli jsou tedy pamětní mince oblíbené převážně pro jejich historická témata.
Témata pamětních mincí jsou závislá převážně na situaci v daném státu a období. Například římské mince často odkazovaly na vojenské akce a úspěchy. Takové mince se pak také stávaly prostředkem politické propagandy.

### České pamětní mince
Podobnost historických mincí na českém území s dnešními pamětními mincemi je shledávána zejména v obsaženém množství drahých kovů. Platidlo se měnilo podle rodu, který na našem území zrovna vládl.
Historické prameny se přesně neshodují v tom, za kterého knížete z rodu Přemyslovců začala na českém území ražba mincí. Je však jisté, že po roce 955 se zde objevily denáry, které vedle obchodních účelů sloužily jako demonstrace státní suverenity. Vedle rodu Přemyslovců razili denáry i Slavníkovci. Po vyvraždění Slavníkovců v roce 995 získal výsadní právo na ražbu mincí pouze český panovník.
Na počátku 13. století reformoval Přemysl Otakar I. českou měnu. Od denárů se přešlo k českým brakteátům. Ani ne o sto let později, za vlády Václava II., došlo k další mincovní reformě a přechodu k pražským grošům. Veškerá ražba byla zároveň převedena do Kutné Hory. Díky tomu byla zajištěna jednotná forma mincí. Pražský groš byl ražen celých 247 let. Za tak dlouhé období došlo k silnému oslabení měny.
Začátkem 16. století se v českých zemích objevil tolar, který postupně groš vytlačil. Brzy poté se však habsburští monarchové snažili ve svých zemích sjednotit měnu a zavést jednotné krejcary. To se podařilo až po tzv. velké kaladě roku 1623. Měna však byla nestabilní vlivem velkých útrat šlechty a vojenských výdajů. Ke stabilizaci došlo za vlády Marie Terezie. Takzvaný Tereziánský stříbrný tolar se stal silným platidlem a významně se zapsal do dějin peněz.
Se vznikem samostatného Československého státu vznikla i Národní banka Československá. Během této doby začalo být raženo více stříbrných a zlatých pamětních mincí. V období okupace přestaly být pamětní mince raženy. Po druhé světové válce byla ražba pamětních mincí znovu zavedena a docházelo k ní v pravidelných emisích.